# Päkkilä
Päkkilä (Bäckesta) är en by vid Torne älv mellan Hedenäset och Risudden i Hietaniemi socken i södra Övertorneå kommun. När järnvägen byggdes 1914 fick hållplatsen i byn det ljudhärmande namnet Bäckesta.
I Päkkilä och Risudden finns flera exemplar av de vasformade aittorna (härbren med utsvängda väggar), som är unika för Tornedalen. Liksom Hedenäset ligger Päkkilä på den plats där Torne älv bildat ett inlandsdelta.
Vid folkräkningen den 31 december 1890 bodde det 139 personer i Päkkilä. Den 2 november 2016 fanns det enligt Ratsit 27 personer över 16 år registrerade med Bäckesta som adress.

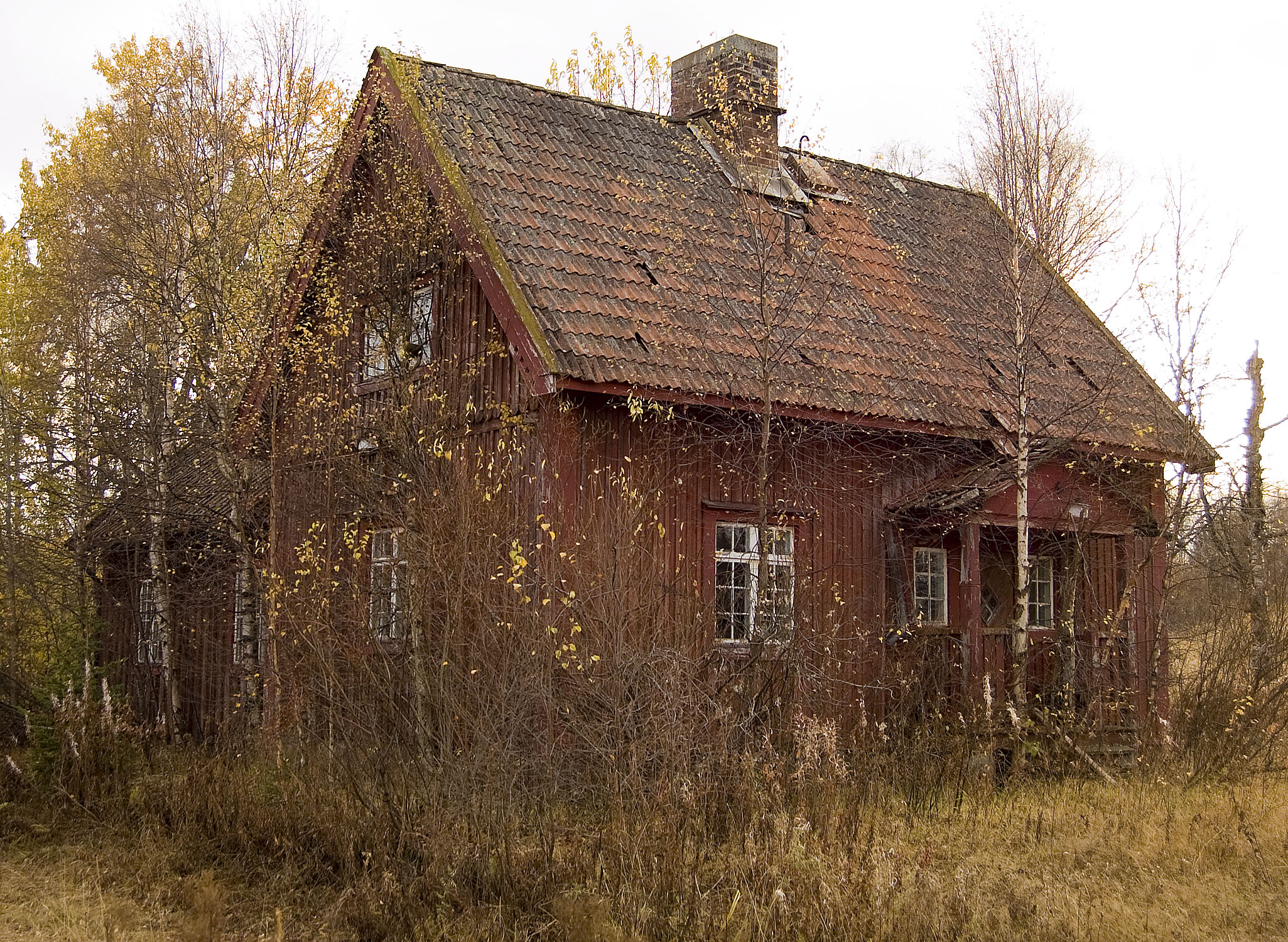
Bäckesta järnvägsstation långt efter nedläggningen. Stationen låg längs Karungi–Övertorneå järnväg. Foto år 2008.